# Candida Casa
Candida Casa est le nom donné à l’église fondée par saint Ninian à Whithorn (Galloway, sud-ouest de l’Écosse) au Ve siècle. Il vient de casa (maison, demeure) et candidus/candida (brillant, blanc), peut-être en référence à la pierre utilisée pour sa construction ou à la couleur dont elle fut peinte.
L’église croît rapidement en popularité au début de l’époque médiévale, se transformant en cathédrale et se voyant adjoindre un monastère, et reste un lieu de pèlerinage en dépit de l’instabilité de la situation politique dans la région. Whithorn et ses alentours passent d’une domination brittonique à une domination northumbrienne puis norse, avant de retourner dans le giron d'une autorité locale vers 1100, lors de l'intégration de la région au royaume des Scots.
L’évêché de Whithorn est rétabli en 1128, et une nouvelle cathédrale ainsi qu'un prieuré attenant sont construits sur le site.
Les bâtiments tombent en désuétude à partir de la Réforme en Écosse, jusqu’en 1822, quand l’actuelle église paroissiale fut construite, rétablissant ce lieu dans la fonction cultuelle qui fut la sienne pendant plus d'un millénaire depuis sa fondation.